# 関谷亮太
関谷 亮太（せきや りょうた、1991年5月10日 - ）は、神奈川県川崎市出身の元プロ野球選手（投手）。右投右打。

## 経歴

### プロ入り前
実父は明治大学硬式野球部のOB。自身は、小学生時代に川崎市麻生区の白真少年野球部、中学生時代に麻生ジャイアンツへ所属していた。
日本大学第三高等学校への進学後は、吉田裕太との同級生バッテリーで、2年時からエースとして活躍。3年夏の第91回全国高等学校野球選手権大会に西東京代表で出場すると、徳島北高校との1回戦で被安打4の完封勝利を挙げた。2回戦で東北高校に敗れたが、9回完投で3失点（自責点2）に抑えた。1学年後輩に山﨑福也、2学年後輩に髙山俊・横尾俊建がいた。
実父と同じく明治大学へ進学すると、東京六大学野球のリーグ戦で3年の春季から主力投手として活躍。4年の春季に3勝1敗、防御率1.62の成績でチーム3季振りの優勝に貢献すると、第62回全日本大学野球選手権大会では富士大学との準々決勝に先発。6回を無安打12奪三振という内容で交代すると、後続の2投手も富士大学打線を無安打に抑えたことから、大会規定による7回コールドゲーム（スコアは7 - 0）ながら継投でノーヒットノーランを達成した。さらに、大会後に開かれた第39回日米大学野球選手権大会にも、日本代表の一員として出場した。秋季リーグ戦では防御率が4.38に達するなど不振で、チームの2季連続優勝で出場した第44回明治神宮野球大会でも救援での登板にとどまった。また、高校時代に続いて山﨑・高山とチームメイトになったほか、1学年先輩に上本崇司や石川駿、同級生に岡大海、2学年後輩に上原健太・坂本誠志郎・菅野剛士がいた。

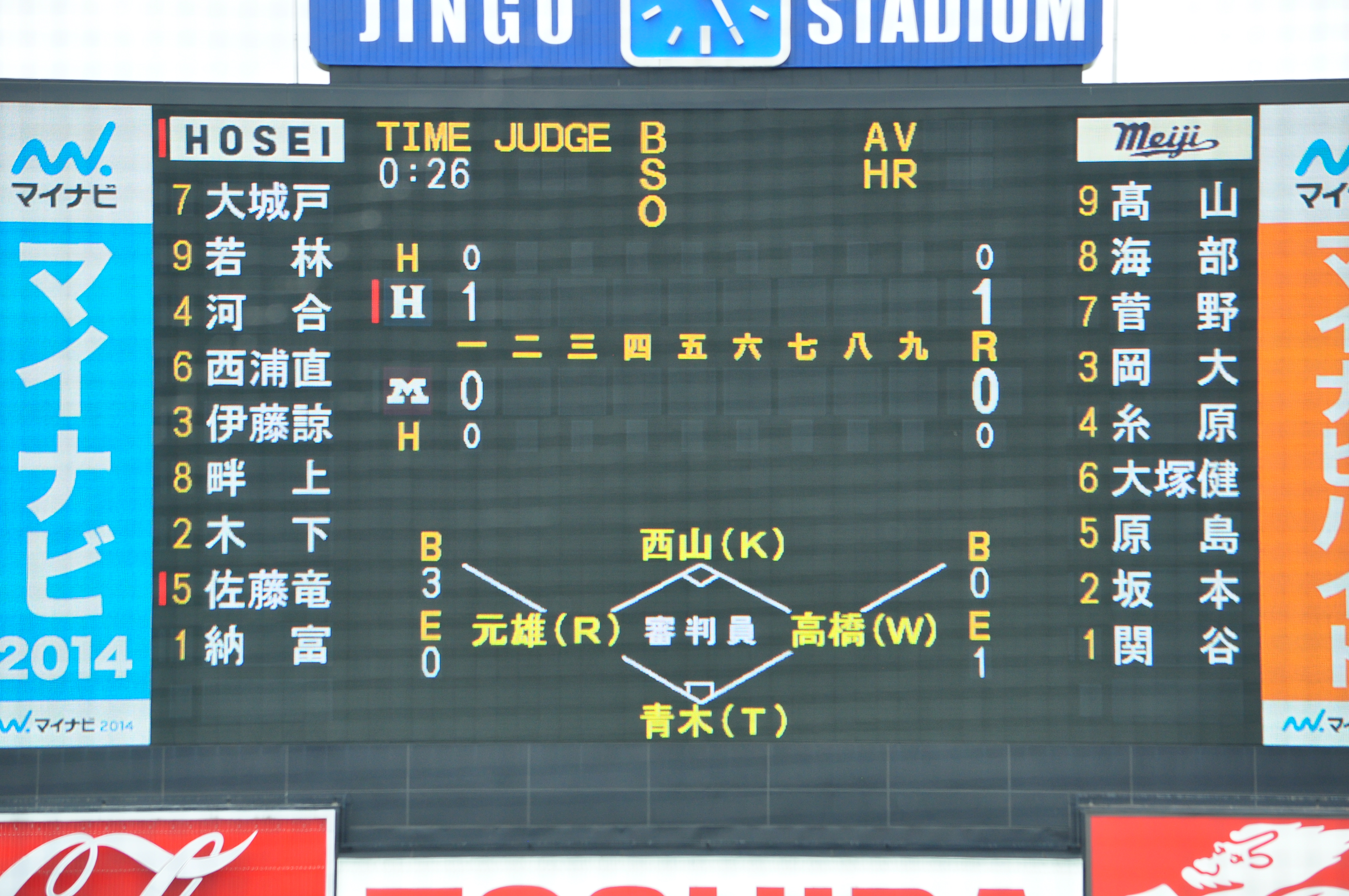
東京六大学野球 法大-明大戦 （2013年5月27日撮影）
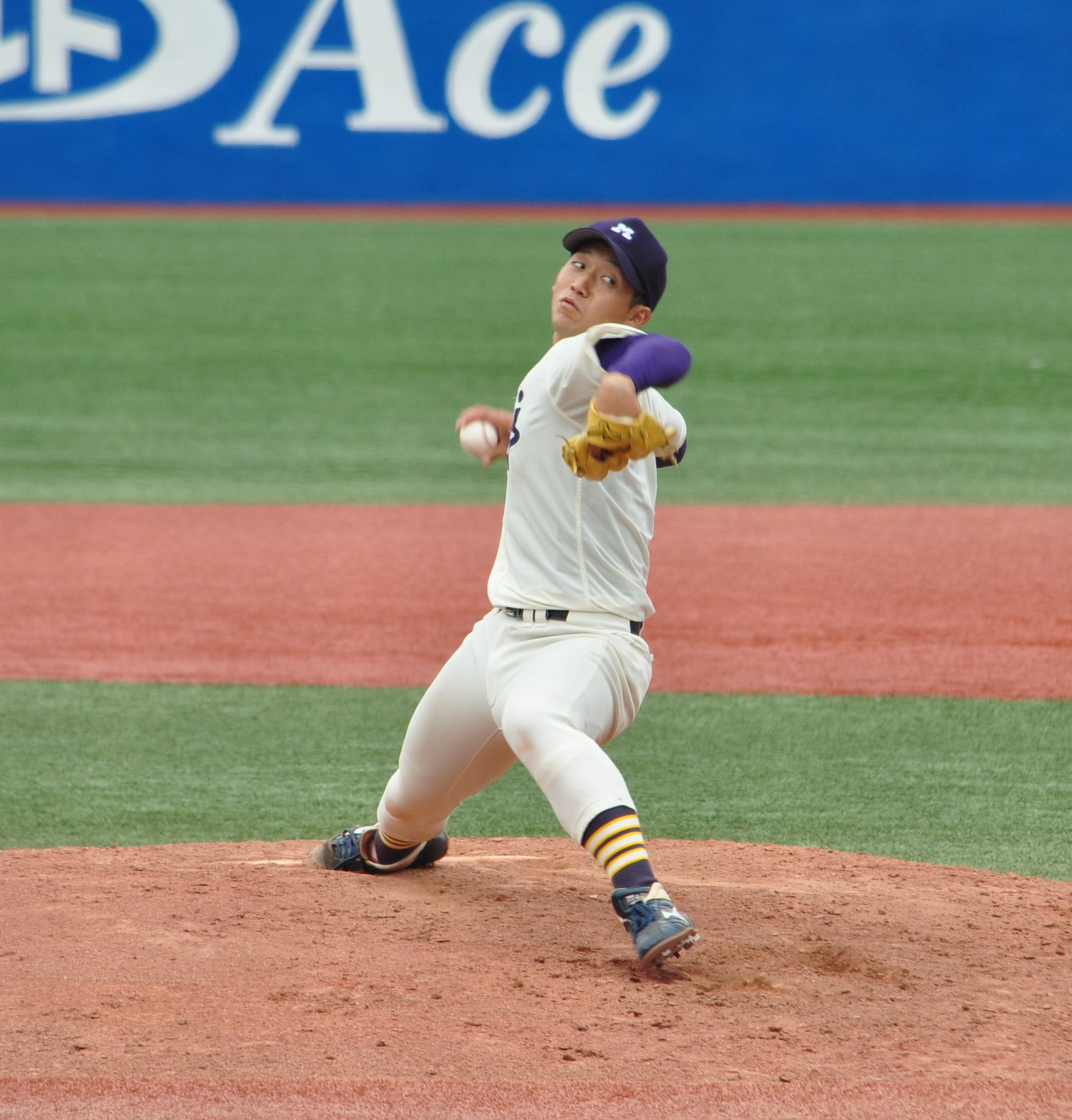
東京六大学野球 法大-明大戦 （2013年5月27日撮影）

大学卒業後に入社したJR東日本では、1年目の2014年からエースとして活躍した。同年の第85回都市対抗野球大会では、2次予選で4試合に先発した末に、チームの本大会出場へ貢献。本大会でも、室蘭シャークスとの初戦で瀬川隼郎と投手戦を繰り広げた末に、5回1/3を6奪三振無失点という好投でチームを勝利に導いた。秋の第40回社会人野球日本選手権大会では、JR九州との初戦こそ2回途中4失点という内容で降板したものの、チームの初戦突破後に臨んだヤマハ戦では5回を無失点に抑えた。2年目の2015年には、前年に続いて都市対抗に出場。チームは三菱重工神戸・高砂との初戦で逆転負けを喫したものの、自身は先発で4回無失点と好投した。その一方で、第41回社会人野球日本選手権大会ではリリーフに回った。当時のチームメイトには、東條大樹がいた。
2015年のNPBドラフト会議で、吉田が立正大学卒業後の2014年から在籍している千葉ロッテマリーンズから2巡目で指名。契約金8,000万円、年俸1,500万円（金額は推定）という条件で入団した。背番号は15。この会議では、東條も4巡目でロッテから指名された末に、関谷と揃って入団。2017年からは菅野、2018年のシーズン途中からは岡とも再びチームメイトになった。

### ロッテ時代
2016年には、レギュラーシーズンの開幕を二軍で迎えたものの、5月21日の対オリックス・バファローズ戦（京セラドーム大阪）に先発投手として一軍公式戦にデビュー。序盤から味方打線の大量援護を受けながら7回裏まで投げると、6奪三振、被安打6、3失点という内容で初勝利を挙げた。この試合を皮切りに、前半戦だけで5勝をマーク。防御率もほぼ3点台に収めていたが、「投球フォームに違和感を覚えた」という8月20日の対埼玉西武ライオンズ戦（西武プリンスドーム）以降は5試合連続で5点以上を失ったため、シーズン全体では5.52にまで達した。一軍公式戦には、通算で16試合に登板。前半戦で5勝を挙げただけにとどまったが、この年にパシフィック・リーグの新人投手が記録した勝利数としては3番目に多かった。
2017年には、先発要員でありながら、自身の不調やチーム事情で前半戦に一軍と二軍の往復を繰り返した。一軍公式戦では、8月24日の対東北楽天ゴールデンイーグルス戦（ZOZOマリンスタジアム）に6回無失点の好投でシーズン初勝利を挙げる。その後も1ヶ月ほど一軍の先発ローテーションに入っていたが、4試合の登板で0勝2敗、防御率5.04と振るわず、シーズン終盤には中継ぎに転向した。転向後は、3試合の登板をいずれも無失点で凌ぐと、1勝1ホールドをマーク。一軍公式戦全体では、10試合の登板で2勝4敗1ホールド、防御率3.80を記録した。
2018年には、7月に中継ぎで一軍公式戦2試合に登板。イースタン・リーグ公式戦でも、25試合の登板で防御率4.86を記録するなど、調子が上がらないままシーズンを終えた。
2019年には、イースタン・リーグ公式戦32試合の登板で6勝7敗、防御率3.53をマーク。しかし、入団後初めて一軍公式戦への登板機会がなく、10月3日に球団から戦力外通告を受けた。12月2日付で、NPBから自由契約選手として公示。12月13日に、球団を通じて現役からの引退を発表した。

### 現役引退後
ロッテのチームスタッフとして、2020年シーズンから一軍で打撃投手を務める。

## 詳細情報

### 年度別投手成績
| 年 度     | 球 団     | 登 板 | 先 発 | 完 投 | 完 封 | 無 四 球 | 勝 利 | 敗 戦 | セ 丨 ブ | ホ 丨 ル ド | 勝 率 | 打 者 | 投 球 回 | 被 安 打 | 被 本 塁 打 | 与 四 球 | 敬 遠 | 与 死 球 | 奪 三 振 | 暴 投 | ボ 丨 ク | 失 点 | 自 責 点 | 防 御 率 | W H I P |
| --------- | --------- | ----- | ----- | ----- | ----- | -------- | ----- | ----- | -------- | ----------- | ----- | ----- | -------- | -------- | ----------- | -------- | ----- | -------- | -------- | ----- | -------- | ----- | -------- | -------- | ------- |
| 2016      | ロッテ    | 16    | 16    | 0     | 0     | 0        | 5     | 6     | 0        | 0           | .455  | 391   | 88.0     | 100      | 8           | 34       | 0     | 5        | 58       | 2     | 0        | 58    | 54       | 5.52     | 1.52    |
| 2017      | ロッテ    | 10    | 7     | 0     | 0     | 0        | 2     | 4     | 0        | 1           | .333  | 209   | 45.0     | 57       | 3           | 17       | 0     | 1        | 38       | 2     | 0        | 21    | 19       | 3.80     | 1.64    |
| 2018      | ロッテ    | 2     | 0     | 0     | 0     | 0        | 0     | 0     | 0        | 0           | ----  | 21    | 5.0      | 5        | 0           | 1        | 0     | 0        | 2        | 0     | 0        | 3     | 3        | 5.40     | 1.20    |
| 通算：3年 | 通算：3年 | 28    | 23    | 0     | 0     | 0        | 7     | 10    | 0        | 1           | .412  | 621   | 138.0    | 162      | 11          | 52       | 0     | 6        | 98       | 4     | 0        | 82    | 76       | 4.96     | 1.55    |

### 年度別守備成績
| 年 度     | 球 団     | 投手  | 投手  | 投手  | 投手  | 投手  | 投手     |
| 年 度     | 球 団     | 試 合 | 刺 殺 | 補 殺 | 失 策 | 併 殺 | 守 備 率 |
| --------- | --------- | ----- | ----- | ----- | ----- | ----- | -------- |
| 2016      | ロッテ    | 16    | 5     | 18    | 0     | 1     | 1.000    |
| 2017      | ロッテ    | 10    | 3     | 7     | 1     | 0     | .909     |
| 2018      | ロッテ    | 2     | 0     | 0     | 0     | 0     | ----     |
| 通算：3年 | 通算：3年 | 28    | 8     | 25    | 1     | 1     | .970     |

### 記録
投手記録
- 初登板・初先発登板・初勝利・初先発勝利：2016年5月21日、対オリックス・バファローズ10回戦（京セラドーム大阪）、7回3失点6奪三振
- 初奪三振：同上、1回裏に大城滉二から見逃し三振
- 初ホールド：2017年9月30日、対北海道日本ハムファイターズ21回戦（札幌ドーム）、6回裏に2番手で救援登板、1回無失点

打撃記録
- 初打席：2016年6月15日、対中日ドラゴンズ2回戦（ナゴヤドーム）、2回表に若松駿太から一飛
- 初安打：同上、4回表に若松駿太から左前安打
- 初打点：同上、5回表に若松駿太から押し出し四球

### 背番号
- 15 （2016年 - 2019年）
- 107 （2020年 - ）

### 代表歴
- 第39回日米大学野球選手権大会日本代表